# Francesco Cergoli
Francesco Cergoli (Divaccia, 22 ottobre 1921 – Pieris, 30 gennaio 2000) è stato un calciatore e allenatore di calcio italiano, di ruolo attaccante.

## Carriera

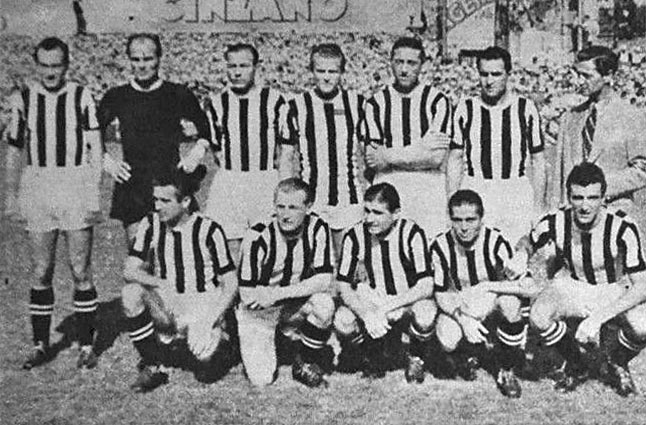
Cergoli (in piedi, primo da sinistra) nel 1947 alla Juventus

Cresce tra le file del Monfalcone, con cui debutta in Serie C a 17 anni. Passa quindi alla Triestina con cui debutta in Serie A, dove resta dal 1940 al 1946, diventandone un punto fermo. I buoni risultati lo portano prima all'Atalanta e, dopo un solo anno, alla Juventus, con cui milita per due stagioni.
Ritorna quindi a Bergamo, dove viene utilizzato come esterno di attacco, contribuendo all'esplosione di Karl Hansen e Sørensen. In maglia nerazzurra disputa cinque stagioni, in cui scende in campo 165 volte nel massimo campionato, che lo collocano tuttora tra i più presenti in serie A nella storia dell'Atalanta.
Terminerà poi la carriera tra Lecco, Molfetta e di nuovo Monfalcone.